# 이선민 (1962년)
이선민(1962년 5월 29일 ~)은 대한민국의 희극 배우이다.
이선민 <중계중학교> 까만 애 가나에서 온 선민
1991년 - 1992년 : 유머 1번지 추억의 책가방